# Сьценгна (Свентокшиське воєводство)
Сьценґна (пол. Ścięgna) — село в Польщі, у гміні Загнанськ Келецького повіту Свентокшиського воєводства.
У 1975-1998 роках село належало до Келецького воєводства.